# Giuseppe Tatarella
Giuseppe Tatarella , más conocido como Pinuccio Tatarella, (17 de septiembre de 1935 - 8 de febrero de 1999) fue un político italiano que se desempeñó como vice primer ministro en el primer gabinete de Silvio Berlusconi de 1994 a 1995.

## Primeros años y educación
Tatarella nació en Ceriñola, Apulia, en 1935. Se licenció en derecho.

## Trayectoria
Tatarella era abogado y periodista. Trabajó para las ramas locales del partido Movimiento Social Italiano neofascista , que fue fundado por los seguidores de Benito Mussolini en 1946 con base en sus fuertes ideales nacionalistas. En la década de 1960 lanzó el semanario Puglia D'Oggi (en italiano: Apulia Hoy ). En 1970, se convirtió en miembro del consejo regional de Apulia. En 1979, fue elegido por primera vez al Parlamento y retuvo su escaño hasta 1999.
Tatarella fue uno de los cofundadores de  Alianza Nacional (AN) que se estableció en enero de 1994. Se convirtió en uno de sus miembros principales. El partido fue la continuación del Movimiento Social Italiano. Se desempeñó como líder  de la AN en el parlamento durante mucho tiempo. En 1996, se hizo cargo de Il Roma , un diario con sede en Nápoles , y fue su editor hasta 1999.
Fue nombrado vice primer ministro del primer gabinete de Silvio Berlusconi, que fue el primer gabinete de derecha de Italia después de la Segunda Guerra Mundial, el 10 de mayo de 1994. También se desempeñó como ministro de correos y telecomunicaciones en el mismo gabinete y fue uno de los cuatro miembros de AN en el primer gabinete de Berlusconi. Sin embargo, sólo su nombramiento se consideró significativo. De hecho, fue apodado ministro de armonía. Tatarella estuvo en el cargo hasta 1995. También ganó su escaño de Bari en las elecciones celebradas el 22 de abril de 1996. En enero de 1997, fue nombrado jefe de una subcomisión parlamentaria, denominada forma de gobierno. Fue uno de los cuatro subcomités que constituyeron un comité bicameral del parlamento establecido para discutir la reorganización institucional de Italia.

## Fallecimiento
Tatarella murió de un ataque al corazón en un hospital de Turín a los 63 años el 8 de febrero de 1999. Se le realizó un funeral en Bari.

## Obras
- Democracia y religión, Foggia, Grupo Universitario Llama, 1956.
- En el feudo de Moro, Bari, Agencia Sudas, 1960.
- El escándalo inmobiliario al Común de Bari, Bari, Agencia Sudas, 1964.
- La semieleggibilità a parlamentaria del consejero regional. Comentario crítico a la sentencia política n. 5 del'78 de las Cortas Constitucional, Bari, Ediciones Puglia de hoy, 1978.
- Bari, la cultura en la plaza mediterránea, Nápoles, Ediciones del Roma, 1998.